# Fundación Escorpio del Uruguay
La Fundación Escorpio del Uruguay (Fundación Escorpio) fue la primera organización para la defensa de los derechos de personas homosexuales pública en Uruguay. Fue fundada en Montevideo el 22 de septiembre de 1984 y su trabajo y acción se extendieron hasta, por lo menos, 1987.

## Historia
Si bien la organización nació durante la última dictadura cívico militar, su aparición pública comenzó con la apertura democrática. Al comienzo se denominó "Grupo Escorpio de acción y apoyo homosexual". Sus fundadores se inspiraron en agrupaciones como la Comunidad Homosexual Argentina y el movimiento gay español.
En un comunicado, al cumplirse un año de su creación, manifestaron luchar "Por todas las libertades, por la libertad sexual y contra la opresión a la homosexualidad".
Para 1987, contaba como más de 400 integrantes entre hombres y mujeres, siendo el actor Carlos Perciavalle uno de sus socios de honor.
Según el investigador Diego Sempol, "Escorpio ligó el término homosexual al paradigma de los derechos humanos, volviendo la lucha por la libertad de elección sexual, uno de los derechos básicos en la lucha por los derechos humanos. Este enmarcamiento fue pionero en Uruguay e influyó en todo el movimiento".